# Iglesia de la Asunción de Nuestra Señora (Onteniente)
La iglesia parroquial de la Asunción de Nuestra Señora de Onteniente, llamada también iglesia parroquial de Santa María, está sita en la Plaza de la Iglesia, 1 de dicho municipio de la comarca del Valle de Albaida, de la provincia de Valencia, España. Está declarada Bien de interés cultural, con número de anotación ministerial: R-I-53-0000172 y fecha de disposición, 24 de mayo de 1974.

## Descripción histórico-artística
La Iglesia parroquial de Santa María se encuentra dentro del casco antiguo de Onteniente; sucesión de apiñadas casas, en calles empinadas, sobre grandes desniveles, coronando un núcleo amurallado, la llamada Vila. Representa uno de los conjuntos medievales más representativos de la provincia de Valencia. La Iglesia de Santa María se vio muy afectada por el terremoto que tuvo lugar en 1258, lo cual aceleró la desaparición del viejo edificio, que se había levantado sobre los restos de la primitiva mezquita. Esto hizo que se proyectara la construcción de una nueva iglesia siguiendo los cánones de los siglos XIV y XV, en estilo gótico valenciano.
La fachada presenta distintos estilos en las diferentes puertas, así podemos distinguir el neoclásico de la puerta de la Capilla; el plateresco de la puerta principal, datada en 1530, así como también en la puerta que presenta la escultura del Buen Pastor, del siglo XV.
Sobre una de las puertas y a una considerable altura se encuentra el sepulcro de Llop Llopis de Vaello, primogénito de uno de los caballeros que realizaron el reparto de las casas y las heredades del término de Ontinente en 1250. Está documentada una reforma a mediados del siglo XV que correspondería a la construcción de un ábside y a la apertura de los brazos, proporcionando de este modo al templo una planta de cruz latina. La reforma definitiva que se realizó entre 1518 y 1530, se debe a Benet Oge, maestro de obras de Lyon (Francia). Las capillas laterales, datadas alrededor de 1540, son obra de Joan de Batea. El presbiterio fue construido hacia 1570, aunque reformado a finales del siglo XVII. La sacristía fue edificada entre 1580 y 1610, y debajo se encuentra la cripta donde todavía se pueden apreciar los vasos donde eran enterrados los presbíteros. La capilla de la Purísima (patrona de la ciudad), datada entre 1662 y 1692, fue construida casi simultáneamente al campanario (desde 1689).
En el interior se pueden ver grandes obras artísticas como: la imagen de la Virgen María, del siglo XV, que se encuentra en la clave de la bóveda; la gran pila bautismal florentina, del siglo XVII; la primitiva pila bautismal gótica; el retablo de la Anunciación, de estilo flamenco, datada en el siglo XV; el retablo de José Segrelles, que se mandó construir para sustituir el antiguo retablo renacentista destruido en la guerra civil; unas obras de Ribalta y anónimos del XVII; tallas del Santo Sepulcro (1943) y la Soledad (1943-1944), esculturas de Mariano Benlliure;…
Respecto al campanario, su construcción se inició en 1689 y se dilató veinte años. El segundo cuerpo y el remate de la torre de campanas, se edificó hacia 1745, sufriendo posteriormente los efectos del terremoto de 1748. En 1859, recibió el impacto de un relámpago que hizo necesaria una intervención (durante la cual se demolió la torre anterior y se construyó la actual hacia 1880), que le proporcionó su apariencia actual, con el remate de forja. Su esplendor y grandiosidad (tiene más de 71 metros de altura, siendo la más alta de las torres valencianas), se ha realzado al demoler las casas que había a los pies, cosa que ha permitido descubrir las fortificaciones de diversas épocas que le sirven de base. En el campanario se conserva una de las campanas más antiguas de la comarca, la campana del “Rellotge”, llamada de “Rauxa i Foc” (1563).